# Sam Gagner
Sam Gagner (ur. 10 sierpnia 1989 w London, Ontario, Kanada) – hokeista kanadyjski, gracz ligi NHL, reprezentant Kanady.

## Kariera klubowa
- London Knights (2006 - 2007)
- Edmonton Oilers (2007 - 29.06.2014)
- Arizona Coyotes (27.06.2014-27.06.2015)
- Philadelphia Flyers (27.06.2015 - 1.08.2016)
  -  Lehigh Valley Phantoms (2015-2016)
- Columbus Blue Jackets (1.08.2016 - 1.07.2017)
- Vancouver Canucks (1.07.2017 - 16.02.2019)
  -  Toronto Marlies (2018-2019)
- Edmonton Oilers (16.02.2019 - 24.02.2020)
  -  Bakersfield Condors (2019-2020)
- Detroit Red Wings (24.02.2020 - 2.09.2022)
- Winnipeg Jets (2.09.2022 -

## Kariera reprezentacyjna
- Reprezentant Kanady na  MŚJ U-20 w 2007
- Reprezentant Kanady na MŚ w 2008

## Sukcesy
Reprezentacyjne
- Złoty medal z reprezentacją Kanady na  MŚJ U-20 w 2007
- Srebrny medal z reprezentacją Kanady na MŚ w 2008

Indywidualne
- Wystąpił po raz 1000 w meczu ligi NHL - 29 grudnia 2022